# Praying Mantis
Praying Mantis (с англ. — «Богомол») — британская рок-группа. Начинала как одна из групп «Новой волны британского хэви-метала». Со временем группа стала играть мелодичный хард-рок, ориентируемый на массовую поп-аудиторию — AOR.

## Карьера
Группа была сформирована в 1974 братьями Трой, студентами колледжа. Как и многие группы NWOBHM они сделали первые записи на студии «Soundhouse».
В 1980 году интерес к группе значительно вырос после их выступлений в поддержку «Iron Maiden» и группы «Gamma». Они подписали контракт с «Arista Records» и выпустили в 1981 году свою самую известную работу «Time Tells No Lies» (рус. Время Не Врёт). В следующем году они издали два следующих сингла, но не добившись успеха, распались.
Братья Трой временно возобновили проект для тура «Ностальгия по NWOBHM» в 1990 году и, снискав определённый успех, продолжили работу группы. Их живая работа была выпущена альбомом с говорящим названием «Live At Last» («Живые, Наконец»), и последующий альбом «Predator In Disguise» был издан в следующем году.

## Дискография

### Альбомы
- Time Tells No Lies (Arista 1981) — UK #60[1]
- Throwing Shapes  (billed as 'Stratus') (Steel Trax 1984)
- Predator In Disguise (Pony Canyon 1991)
- A Cry For The New World  (Pony Canyon 1993)
- To The Power Of Ten  (Pony Canyon 1995)
- Captured Alive In Tokyo City  (1996)
- Forever In Time (Pony Canyon 1998)
- Nowhere To Hide (Pony Canyon 2000)
- The Journey Goes On (Pony Canyon 2003)
- Sanctuary (Frontiers 2009)
- Legacy (2015)
- Gravity  (2018)
- Katharsis (Frontiers, 2022)
- Defiance (2024)

## Компиляции
- The Best of Praying Mantis (Pony Canyon 2004)
- Metalmorphosis(EP 2011)